# デジタル社会形成基本法
デジタル社会形成基本法（デジタルしゃかいけいせいきほんほう、令和3年5月19日法律第35号）は、デジタル社会の形成に関し、国、地方公共団体および事業者の責務や施策の策定・施行などに関する法律である。
いわゆるデジタル庁関連6法またはデジタル改革関連法と呼ばれる一連の法律のひとつであり、その中核となる法律である。
2021年（令和3年）9月1日に施行された（附則1条）。

## 概要
2020年以降国内で広がったコロナ禍がデジタル化の遅れに起因する問題を浮き彫りにしたことを踏まえ、制定後20年を経過した高度情報通信ネットワーク社会形成基本法（IT基本法）を、「デジタル化の目的」、「デジタル化が実現する社会」、「取り組み事項」、「役割分担」および「国際的な協調と貢献」などの主要論点に関して見直す形で制定された。
なお、本法の施行により、IT基本法は廃止された（本法附則第2条）。

### 基本理念
デジタル社会の形成に関し、ゆとりと豊かさを実感できる国民生活の実現（第5条）、国民が安全で安心して暮らせる社会の実現（第7条）、利用の機会等の格差の是正（第8条）、個人および法人の権利利益の保護（第10条）等を基本理念とすることを定めている。
具体的には、国民目線での「誰一人取り残さないデジタル化」「人に優しいデジタル化」などが志向されている。

### 国、地方公共団体および事業者の責務等
国および地方公共団体の責務
国および地方公共団体にデジタル社会の形成に関する施策を策定し実施する責務を課している（第13条、第14条）。地方公共団体には地域の特性を活かした施策の策定・実施が求められている（第14条）。
また、これらの施策が迅速かつ重点的に実施されるよう、国と地方公共団体は相互に連携することが求められる（第15条）。
事業者の責務
事業者に対し、本法の定める基本理念に則って、その事業活動に関し、自ら積極的にデジタル社会の形成の推進に努めるとともに、国または地方公共団体が実施するデジタル社会の形成に関する施策に協力する努力義務を課している（第16条）。

## 構成
- 第一章　総則（第一条・第二条）
- 第二章　基本理念（第三条―第十二条）
- 第三章　国、地方公共団体及び事業者の責務等（第十三条―第十九条）
- 第四章　施策の策定に係る基本方針（第二十条―第三十七条）
- 第五章　デジタル庁（第三十八条）
- 第六章　デジタル社会の形成に関する重点計画（第三十九条・第四十条）
- 附則